# بريت باتلر
بريت باتلر (بالإنجليزية: Brett Butler)‏ (و. 1958 – م) هي ممثلة، وممثلة تلفزيونية، من الولايات المتحدة الأمريكية، ولدت في مونتغومري، ألاباما.

## وصلات خارجية
- بريت باتلر على موقع IMDb (الإنجليزية)
- بريت باتلر على موقع ألو سيني (الفرنسية)
- بريت باتلر على موقع ميوزك برينز (الإنجليزية)
- بريت باتلر على موقع أول موفي (الإنجليزية)
- بريت باتلر على موقع إن إن دي بي (الإنجليزية)
- بريت باتلر على موقع قاعدة بيانات الفيلم (الإنجليزية)
- بريت باتلر على موقع كينوبويسك (الروسية)